# Uncarina leptocarpa
Uncarina leptocarpa är en sesamväxtart som först beskrevs av Joseph Decaisne, och fick sitt nu gällande namn av Carl Ernst Otto Kuntze. Uncarina leptocarpa ingår i släktet Uncarina och familjen sesamväxter. Inga underarter finns listade i Catalogue of Life.

## Bildgalleri

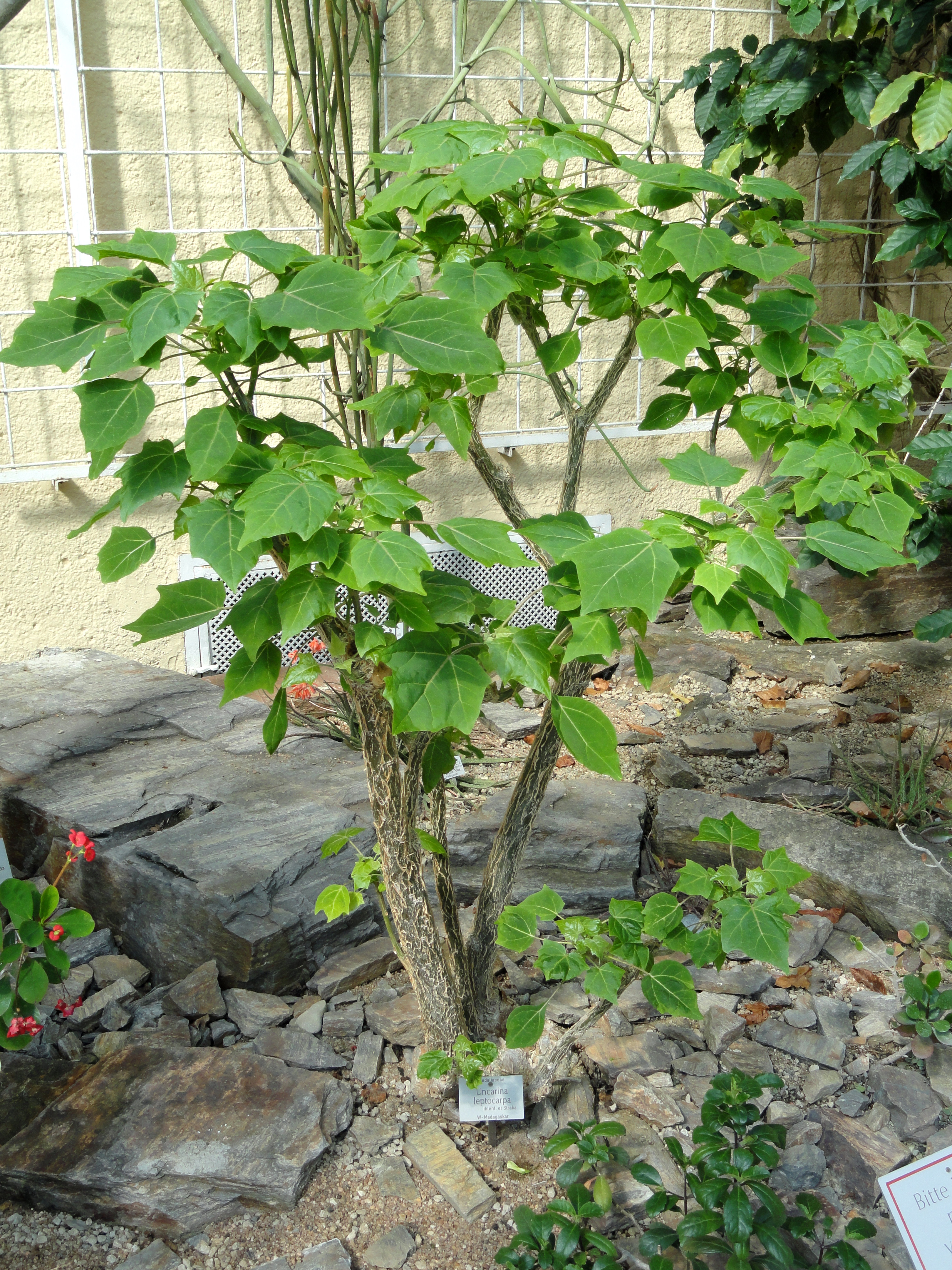
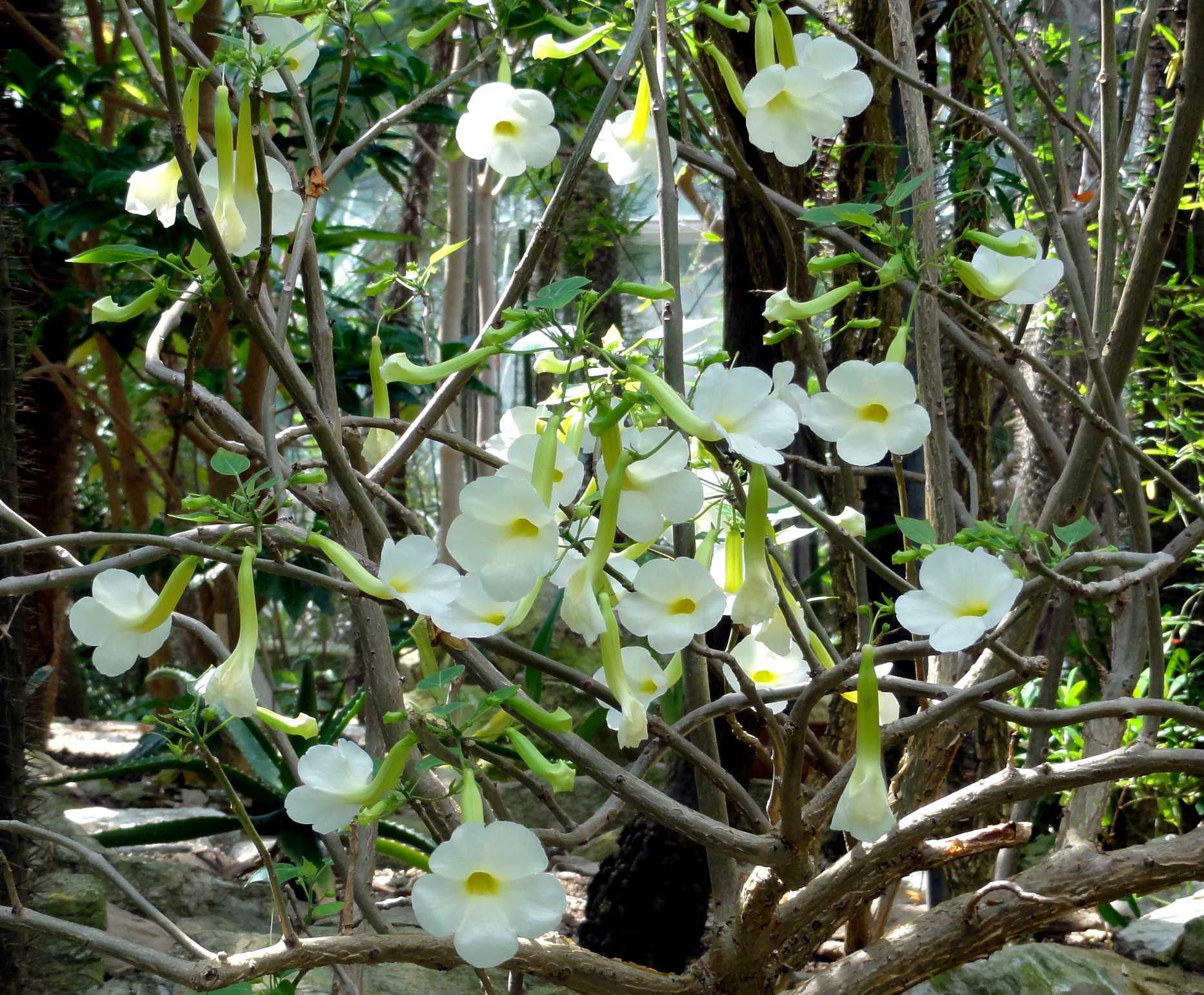
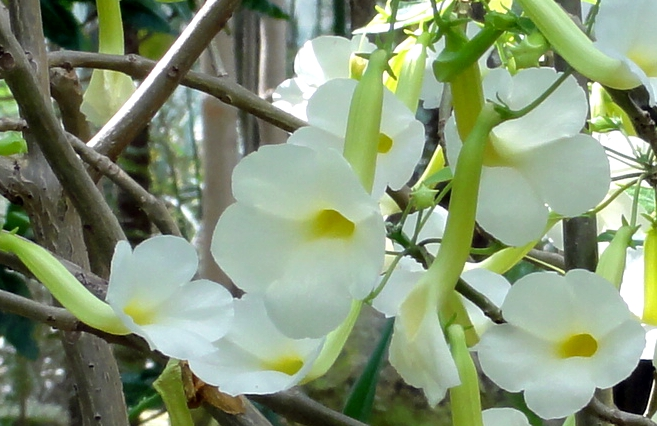